# Carlo Demetz
Carlo Demetz (Selva di Val Gardena, 30 agosto 1948) è un ex sciatore alpino italiano.

## Biografia
Demetz, specialista delle prove tecniche, in Coppa del Mondo esordì il 17 gennaio 1970 a Kitzbühel in slalom gigante, senza completare la gara, ottenne il primo piazzamento il 31 gennaio seguente a Madonna di Campiglio in slalom speciale (27º), conquistò il miglior risultato il 27 gennaio 1974 a Kitzbühel nella medesima specialità (6º) e prese per l'ultima volta il via il 10 marzo seguente a Vysoké Tatry ancora in slalom speciale (15º). Non partecipò a rassegne olimpiche o iridate.

## Palmarès

### Coppa del Mondo
- Miglior piazzamento in classifica generale: 41º nel 1974

### Campionati italiani
- 1 medaglia[6]:
  - 1 bronzo (slalom gigante nel 1971)